# Nestor
Nestor, în mitologia greacă, a fost un rege al orașului Pylos, un mare învățat și strateg de război. El a participat la Războiul Troian și a văzut cum maiestuoasa și rezistenta cetate cade. El l-a certat pe Agamemnon că i-a luat lui Ahile sclava preferată, Briseis.